# AS Tanda
El AS Tanda es un equipo de fútbol de Costa de Marfil que juega en la Primera División de Costa de Marfil, la máxima categoría de fútbol en el país.

## Historia
Fue fundado en la ciudad de Tanda, en la Región de Gontougo y en la temporada 2015 hizo historia al coronarse campeón de la máxima categoría por primera vez en su historia, relegando al histórico ASEC Mimosas al subcampeonato.
Clasificó por primera vez a un torneo internacional en la Liga de Campeones de la CAF 2016, donde fue eliminado en la ronda preliminar por el Club Africain de Túnez.

## Palmarés
- Primera División de Costa de Marfil: 2

2015, 2016
- Coupe Houphouët-Boigny: 1

2016

## Participación en competiciones de la CAF
| Temporada | Torneo                       | Ronda      | Club              | Casa | Visita | Global      |
| --------- | ---------------------------- | ---------- | ----------------- | ---- | ------ | ----------- |
| 2016      | Liga de Campeones de la CAF  | Preliminar | Club Africain     | 0-0  | 0-2    | 0-2         |
| 2017      | Liga de Campeones de la CAF  | 1          | Etoile du Sahel   | 1-2  | 0-3    | 1-5         |
| 2017      | Copa Confederación de la CAF | Play-Off   | Platinum Stars FC | 2-0  | 0-2    | 2-2 (4-5 p) |
| 2018      | Copa Confederación de la CAF | Preliminar | CS La Mancha      | 0-0  | 0-1    | 0-1         |